# Овчица Шоне филм: Фармагедон
Овчица Шоне филм: Фармагедон (енгл. A Shaun the Sheep Movie: Farmageddon) је анимирана научнофантастична комедија из 2019. године базирана на истоименој телевизијској серији креираној од стране Ричарда Фелана и Вила Бечера. Представља наставак филма Овчица Шоне: Филм (2015). Гласове ликовима у филму дали су Џастин Флечер, Џон Спаркс и Амалија Витале.
Филм је изашао 18. октобра 2019. године у биоскопима у Уједињеном Краљевству, дистрибуиран од стране StudioCanalа. Добио је помешане рецензије критичара и зарадио је преко 47 милиона долара широм света.

## Радња
Наставак првог дела Овчица Шоне поново ставља чувену фарму у опасност. Овај пут опасност није земаљска већ долази из свемира. Ипак, за Шонета ни ванземаљска претња не би требала да представља проблем. Да ли ће фарма преживети и напад из свемира? 